# Timothy Trust
Timothy Trust (* 17. Januar 1971 in Berlin-Neukölln) ist ein deutscher Zauberkünstler, Mentalmagier, Bauchredner, Comedian, Großillusionist und Moderator. Seit dem Jahr 2000 tritt er unter diesem Pseudonym auf. Seinen bürgerlichen Namen möchte er möglichst unerwähnt lassen.

## Leben und Familie
Timothy Trust kam als eins von vier Kindern einer Ärztefamilie zur Welt und wuchs in Berlin-Charlottenburg auf. Seine Mutter ist studierte Philosophin und Ärztin, sein Vater praktizierender Neurologe, Psychiater und Psychotherapeut. Er wurde in ein geteiltes und durch den Kalten Krieg gezeichnetes Berlin geboren. Den Fall der Berliner Mauer 1989 erlebte er aus nächster Nähe; ein prägendes Ereignis in seinem Leben, das später dazu beitragen sollte, sich wehrhaft für die Demokratie und gegen totalitäre Staaten einzusetzen. Während der Schulzeit interessierte er sich besonders für alte Sprachen und die Theater-AG.

## Studium
Unmittelbar nach dem Abitur 1990 begann Timothy Trust an der FU Berlin Rechtswissenschaften zu studieren. 1995 bestand er das erste juristische Staatsexamen mit Prädikat. Nach dem Bestehen des zweiten juristischen Staatsexamens (Assessorexamen) im Jahre 1997, erhielt er die Zulassung als Rechtsanwalt und begann in einer Rechtsanwaltskanzlei in der Joachimsthaler Straße in Berlin zu arbeiten.
Bereits während des Referendariats zweifelte er, ob Jura und die zukünftige Tätigkeit als Rechtsanwalt zum Mittelpunkt seines Lebens werden würde. Timothy Trust gab die Zulassung als Rechtsanwalt im Jahre 2000 zurück und beschloss, sich voll und ganz der Kunst der Unterhaltung und Zauberei zu widmen.

## Die Anfänge im Unterhaltungsgeschäft / Erste Zauberkünste
Bereits während der Schulzeit interessierte sich Trust für die Zauberkunst. So hatte er seinen ersten bezahlten Auftritt bereits im Alter von 15 Jahren auf dem Kindergeburtstag der Kinder seines damaligen Deutschlehrers. In der Folge begann er auf kleineren Firmenveranstaltungen Zauberkunststücke vorzuführen. 1990 trat Trust dem Magischen Zirkel Berlin bei. Hier lernte er im selben Jahr Martin Sierp kennen, der später nicht nur zu einem Freund, sondern auch zu einem Geschäftspartner wurde. 1991 kam zu den beiden Zirkelmitgliedern noch Sascha Grammel hinzu; 1992 schließlich wurde aus ihnen das Trio „DIE ZAUdERER“. Größere öffentliche Auftritte auf Theaterbühnen in Berlin und in Stadthallen Deutschlands folgten. Besonders motivierend wirkten auf Trust damals die Shows von Starmagier David Copperfield, der in den 1990er Jahren seine Shows in Berlin und ganz Deutschland präsentierte.

## Karriere

### Die ZAUdERER
„DIE ZAUdERER“ wurden im Jahre 1992 gegründet. Ursprungsort der Idee war der Magische Zirkel Berlin. Zunächst besuchten Martin Sierp und Timothy Trust gemeinsam Shows und Zauberseminare und übten Kunststücke ein. Sascha Grammel kam 1992 hinzu. Im selben Jahr wurden die drei vom Vorsitzenden des Magischen Zirkels Berlin (Dieter Michel, genannt Argola) gebeten, den Zauberkongress „Prix Juventa Magica“ mitzugestalten. So gaben sich die drei einen Namen: „DIE ZAUdERER“ waren geboren. Mit dem Team „DIE ZAUdERER“ tourte Timothy Trust durch die Stadthallen – meist im Auftrag der lokalen Volks- und Raiffeisenbanken. Im Jahr 2007 stieg Timothy Trust aus dem Team aus, da sich alle drei in unterschiedliche Richtungen entwickelten. Sie haben bis heute ein freundschaftliches Verhältnis.

### Timothy Trust & Julie
2000 lernte Timothy Trust auf einem Straßenfest in Berlin zufällig „Julie“ kennen und beschloss, sich mit ihr im Bereich der Mentalmagie und der Großillusionen zu probieren. Im selben Jahr wurden sie zu „Timothy Trust & Julie“, bis Julie im Jahr 2010 aus dem Team ausstieg, um sich ganz dem Yoga zu widmen.

### Abdul & Luigi
Martin Sierp und Timothy Trust stellten im Laufe ihrer Freundschaft schnell fest, dass sie ein Talent haben, in fremde Charaktere zu schlüpfen. Der Film „Knocking on Heavens Door“ gab durch die Rolle von Moritz Bleibtreu die entsprechende Inspiration, im Jahre 1997 das Duo „Abdul und Luigi“ zu gründen. Dabei spielt Martin Sierp den italienischen Mafiaboss „Luigi“ und Timothy Trust den Mafiakollegen „Abdul“. Das Duo spezialisierte sich besonders darauf, Fachkongresse als „Falscher Gast“ zu beobachten und diese am Ende des Kongresses in einer Spezialshow parodistisch zusammenzufassen.
Höhepunkt von „Abdul und Luigi“ war der Erste Platz der Deutschen Meisterschaft der Zauberkunst 2005 in der Kategorie „Disqualifikation“. Obwohl der Auftritt seitens der Jury als grandios bewertet wurde, wurde das Duo disqualifiziert. Sie brauchten doppelt so lange für ihren Auftritt wie erlaubt. Trotz des „Time Out“ vergab die Jury dem Team den Ersten Platz in der Sparte „Disqualifikation“, die spontan und speziell für „Abdul & Luigi“ in dem Moment kreiert wurde. Dies war der erste und einzige Platz der Sparte.

### Bauchrednerei
Timothy Trust beherrscht die Kunst des Bauchredens. Seine Bauchrednerpuppe ist ein übergroßer Frosch.

### PC Mutton Curry Spectacular The Great
Im Jahr 2015 nahm Trust an einem einmonatigen Comedy-Seminar mit dem Comedian Jango Edwards in Wien teil und entwickelte daraus einen indischen Bühnencharakter, der die Zuschauer – mehr oder weniger freiwillig – zum Lachen bringt. „PC Mutton Curry Spectacular The Great“ wurde somit zu einem festen Bestandteil von Timothy Trust´s Show und der Höhepunkt der Show „Trust Me“, die in den GOP Varietés präsentiert wurden.

## Timothy Trust & Diamond
Timothy Trust und Diamond kannten sich bereits seit den Weltmeisterschaften der Fédération Internationale des Sociétés Magiques (FISM) 2006 in Stockholm, bei dem er mit dem Team „DIE ZAUdERER“ und mit Julie in verschiedenen Kategorien antrat und Preise gewann. Als Julie 2010 beschloss, andere Wege zu gehen, wurde Trust seitens eines Zauberkollegen – Mario Schembri – auf Diamond aufmerksam gemacht. Nachdem Timothy Trust Diamond diesbezüglich kontaktierte, beschlossen sie gemeinsam das Team „Timothy Trust & Diamond“ zu gründen. Diamond war zu dem Zeitpunkt mit eigenen Auftritten in der Zauberszene nicht unbekannt. Sie ist mehrfache Preisträgerin und gewann unter anderem die „Hans Klok Trophy“. Das Team „Timothy Trust & Diamond“ existiert bis heute. Als Bühnen-Illusionisten erreichten sie den 3. Platz der Weltmeisterschaft 2015 in Rimini.

### Darbietungen
Seit der über zehnjährigen Zusammenarbeit haben Timothy Trust & Diamond zahlreiche Zauberkunststücke, Großillusionen und Comedy-Darbietungen geschaffen: Bei der „Säbelillusion“ steigt Diamond in einen Pappkarton, den Timothy Trust mit 16 soliden Säbeln scheinbar willkürlich durchlöchert. Am Ende der Darbietung steigt Diamond unversehrt in einem neuen Kleid und einer großen roten Fahne in der Hand aus dem Karton.

Bei der Illusion „Fallen Angel“ wird Diamond mit einem Gasballon an der Hand gefesselt und steigt auf eine solide, mit kleinen Löchern perforierte Metallplatte, die als Deckel einer großen Vase fungiert. Diamond wird mit einem Vorhang abgedeckt und befindet sich augenblicklich im Inneren der Vase; die Schnur zum Gasballon führt durch die perforierte Metallplatte.

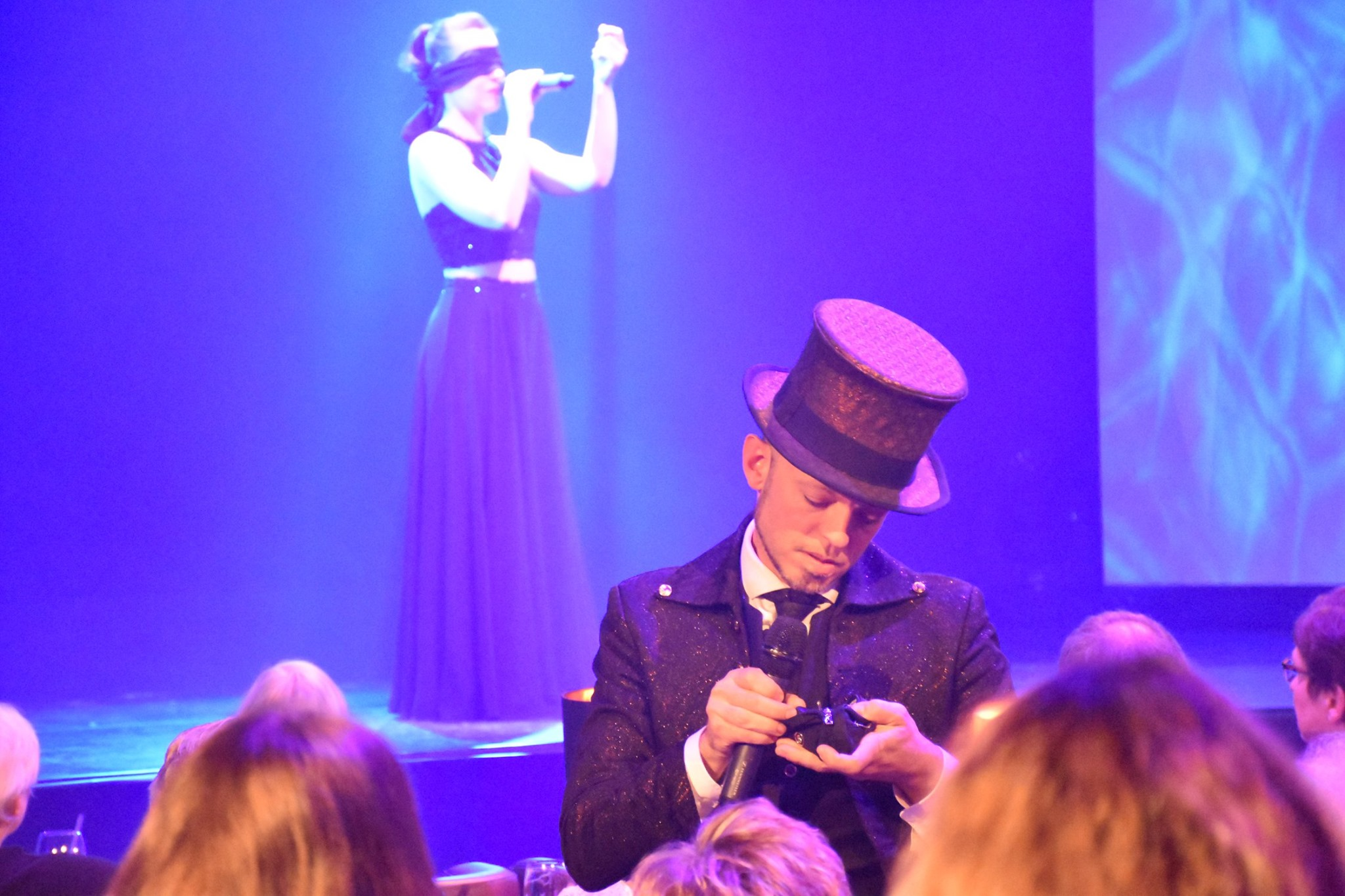
Timothy Trust mit Partnerin Diamond bei der Mentalmagie Darbietung – Gedanken werden gelesen

Während der „Schwebeillusion“ legt Timothy seiner Partnerin einen Ring um den Körper, woraufhin Diamond knapp einen Meter senkrecht aufsteigt und in die Höhe schwebt. Seit Januar 2020 entwickelten Timothy Trust & Diamond die Darbietung „Vega Morph“, bei der sie auf offener Bühne eine Vespa samt Person auf die Bühne zaubern. Diese Darbietung ist eine Hommage an Freunde von Timothy Trust, die Zauberkünstler Ben Jayman & Vega.

### Mentalmagie
Das Hauptkunststück von Timothy Trust & Diamond ist das sogenannte „Gedankenlesen“. Dabei steht Diamond mit verbundenen Augen auf der Bühne und Timothy Trust lässt sich vom Publikum Gegenstände zeigen, die Diamond bis ins Detail errät: Namen, Geburtstage, Führerschein- oder Personalausweisnummern, den Akkustand eines Handys oder die Farbennummer eines Dior-Lippenstifts. Höhepunkt der Darbietung ist, dass Diamond die Gedanken eines Zuschauers liest, der sich auf die Nummer seines Geldscheines konzentriert.

## Programme / Shows

### GOP - Varieté Theater
2017 startete die Show „Trust Me“ unter der Regie von Knut Gminder. Drei Jahre lang moderierten Trust und Diamond die Personality-Show, in der sie gleichzeitig auch als Comedians, Mentalmagier, Bauchredner und Zauberkünstler auftraten. „Trust Me“ wurde an jedem Standort über einen Zeitraum von ca. 2,5 Monaten vorgeführt und wurde zu einem großen Erfolg. Eine Neuauflage der Show – „Trust Me 2“ ist für 2022 geplant.

### Magic Castle Hollywood
Anfang Oktober 2019 hatte Timothy Trust zusammen mit Partnerin Diamond seinen ersten Auftritt im Magic Castle in Hollywood. In diesem exklusiven Club erhalten nur wenige ausgewählte Zauberkünstler die Gelegenheit, ihre Zauberkunst zu präsentieren. Weitere Auftritte im Magic Castle sind nach Ende der COVID-19-Pandemie geplant.

### Wintergarten Berlin
2018, 2019 und 2020 war Timothy Trust mit Partnerin Diamond Teil der Produktion „Take it easy“ vom Wintergarten Berlin, dessen Regie von Frank Müller geführt wurde. In „Take it easy“ teilten sich die beiden u. a. mit dem Frontsänger der Münchener Freiheit, Tim Wilhelm, die Bühne.
Weitere Varietés, in denen Timothy und Diamond saisonweise in Erscheinung traten, sind: Krystallpalast Leipzig (2010/2011), Europapark (2011–2013) mit den Shows „Luminocity“ und „Devilocity“ und Neues Theater Höchst 2011/2019.

### Kreuzfahrten
Immer wieder wurde Timothy Trust auf Kreuzfahrten für Zaubershows engagiert. So 2013 auf dem damaligen „Traumschiff“ Deutschland, zusammen mit Udo Lindenberg und Ulla Kock am Brink. 2016 und 2017 verbrachte er mehrere Monate auf der NCL Getaway zusammen mit Dirk Losander und Michael Giles (früher: „The Majestix“).
Auf der Norwegian Getaway genoss Trust das Privileg, in einem speziell angefertigten Zaubertheater zu spielen: dem „schwimmenden Theater“. Das Zaubertheater Illusionarium war ein von Jeff Hobson – einem US-amerikanischen Zauberkünstler – für mehrere Mio. Dollar kreiertes Theater auf dem damals neuesten Schiff der Flotte der Norwegian Cruise Line.
2016 war das Team Timothy Trust & Diamond regelmäßiger Entertainer auf der AIDAprima sowie 2018 auf der TUI Mein Schiff 4 und 2019 auf der Europa.

## Digitale Zauberei
2019 kreierte Timothy Trust „Digitale Zauberei“; im Neuen Theater Höchst erarbeitete er zusammen mit Lichttechniker Phillip Zier ein Crossover von „klassischen“ Großillusionen und digitalem „Mapping“. Ende 2019 erhielt er den Auftrag, für die Stadtwerke Weilheim die Geschwindigkeit des neuen Breitbandnetzes der Stadt zu visualisieren. Hierzu schlüpfte er in die Rolle des „Dimitri Helfenstein“, einer neu geschaffenen Figur in Form eines ukrainischen Professors, und ließ durch die „Glasfaser“ eine Person von einer Seite zur anderen „wandern“. Die Show wurde Open Air und live durchgeführt. Auch Alexander Dobrindt, MdB und ehemaliger Bundesminister für Verkehr und digitale Infrastruktur, war unter den Anwesenden.

## Magische Incentives – Projekt „Magic Team Factory“
Timothy Trust bietet seit 2020 magische Incentives für Firmen und Unternehmen an. Die sogenannten Teambuildung-Events, sollen aus den heterogenen Firmenmitgliedern auf unterhaltsame Weise ein Team bilden: die „Magic Team Factory“. In Gruppenarbeiten werden mit den Mitarbeitern gemeinsam notwendige Grundkenntnisse erarbeitet, um am Ende Zauberkunststücke auf der Bühne zu präsentieren. Die Team-Mitglieder sollen somit ihre eigene Show auf die Beine stellen. Der Fokus wird hierbei auf das „miteinander Spaß haben“ gelegt. Die magischen Incentives sind spielerische Team-Boosts, die die Kommunikation und das Vertrauen untereinander stärken und die Aufmerksamkeit fördern sollen. Schwerpunkte hierbei sind magische Tricktechniken, Rhetorik und Kommunikation, Bühnen-Präsenz, Comedy, Bauchreden oder Schauspiel.

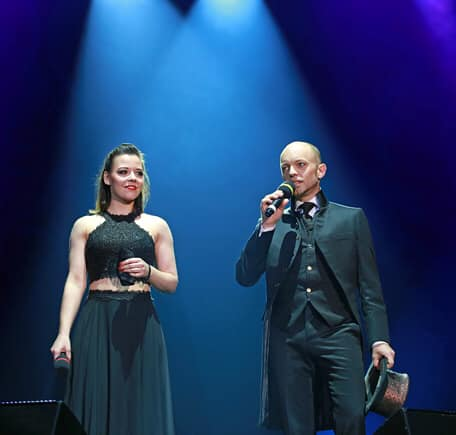
Timothy Trust & Partnerin Diamond bei der Moderation

## Moderationen
Mit der Show „Trust Me“ in den GOP Theatern Deutschlands nahm die Karriere von Timothy Trust eine zusätzliche Wendung; Zusammen mit Partnerin Diamond wurden sie über die Berufsbezeichnung „Zauberkünstler“ hinaus zu Moderatoren einer Show und somit zum Symbol von „Trust Me“.

## Soziales / Politisches Engagement
Timothy Trust setzte sich mehrfach für Flüchtlings- und Ausländerhilfen ein. Auf einer Benefizveranstaltung zugunsten der Albanienhilfe am 12. Januar 2013 in Weilheim Obb. konnten durch die Zaubershow von Trust 5.000 € gesammelt werden.
Am 13. Januar 2016 unterstützte Trust zusammen mit Partnerin Diamond und Kollegen Steffen Taut die Wohltätigkeitsveranstaltung „Magische Momente“, die seitens Schülerinnen und Schüler des Goethe-Gymnasiums Bischofswerda (Sachsen) zugunsten von Flüchtlingsfamilien auf die Beine gestellt wurde.

## Auszeichnungen
- 1995 – 2. Platz: Vorentscheidungen der Deutschen Meisterschaft der Zauberkunst; Zittau / Deutschland; Sparte: Comedy; als „DIE ZAUdERER“
- 1996 – 2. Platz: Deutsche Meisterschaften der Zauberkunst; Dresden / Deutschland; Sparte: Comedy; als „DIE ZAUdERER“[46]
- 1997 – 3. Platz: Weltmeisterschaften der Fédération Internationale des Sociétés Magiques (FISM); Dresden / Deutschland; Sparte: Comedy; als „DIE ZAUdERER“[47]
- 2000 – 2. Platz: Weltmeisterschaften der Fédération Internationale des Sociétés Magiques (FISM); Lissabon / Portugal; Sparte: Comedy; als „DIE ZAUdERER“[48]
- 2003 – 1. Platz: Weltmeisterschaften der Fédération Internationale des Sociétés Magiques (FISM); Den Haag / Niederlande; Sparte: Parlour Magic; als „DIE ZAUdERER“[49]

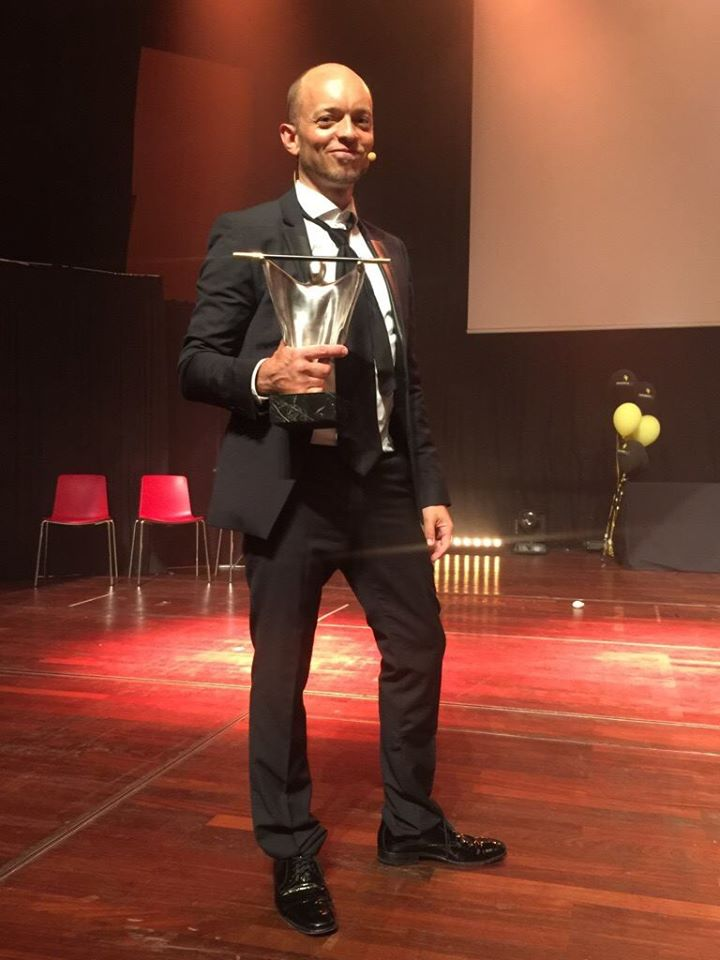
Preisverleihung; 2. Platz Deutsche Meisterschaften der Zauberkunst 2017 in der Sparte ´Comedy` mit „PC Mutton Curry Spectacular the Great“

- 2005 – 1. Platz: Deutsche Meisterschaften der Zauberkunst; Sindelfingen / Deutschland; Sparte: „Disqualifikation“; als „Abdul & Luigi“. (Der Auftritt des Teams „Abdul & Luigi“ war doppelt so lang wie erlaubt. Sie wurden disqualifiziert. Da der Auftritt aber von der Qualität her überzeugte, wollte man diesen mit einem Preis auszeichnen. Somit erhielten sie den 1. Platz der Sparte   „Disqualifikation“.)Preisverleihung; 2. Platz Deutsche Meisterschaften der Zauberkunst 2017 in der Sparte ´Comedy` mit „PC Mutton Curry Spectacular the Great“
- 2005 – 1. Platz: Deutsche Meisterschaften der Zauberkunst; Sindelfingen / Deutschland; Sparte: Mentalmagie; als „Timothy Trust & Julie“
- 2005 – 1. Platz: Deutsche Meisterschaften der Zauberkunst; Sindelfingen / Deutschland; Sparte: Comedy; als „DIE ZAUdERER“[50]
- 2006 – 2. Platz: Weltmeisterschaften der Fédération Internationale des Sociétés Magiques (FISM); Stockholm / Schweden; Sparte: General Magic; als „DIE ZAUdERER“
- 2006 – 2. Platz: Weltmeisterschaften der Fédération Internationale des Sociétés Magiques (FISM); Stockholm / Schweden; Sparte: Mental Magic; als „Timothy Trust & Julie“[51]
- 2007 – 1. Platz: Colombe d’or, Antibes; Nizza / France; als „Timothy Trust & Julie“
- 2010 – Merlin Award: Magic Latvia; Riga / Lettland; Sparte: „The Best Stage Magicians“; als „Timothy Trust & Julie“
- 2015 – 3. Platz: Weltmeisterschaften der Fédération Internationale des Sociétés Magiques (FISM); Rimini / Italien; Sparte: Great Illusions; als „Timothy Trust & Diamond“[52]
- 2016 – 1. Platz: Vorentscheidungen der Deutschen Meisterschaft der Zauberkunst; Ratingen / Deutschland; Sparte: Comedy; als „PC Mutton Curry Spectacular the Great“
- 2017 – 2. Platz: Deutsche Meisterschaften der Zauberkunst; Saarbrücken / Deutschland; Sparte: Comedy; als „PC Mutton Curry Spectacular the Great“[53]

## Podcasts

### „Der Zauberer und Vorführer Podcast“
Am 4. Oktober 2016 veröffentlichte Trust den Grundstein – die Episode 00 – seiner Audiodateien Serie, „Der Vorführer Podcast“. Wie er in dieser Episode erklärt, ist er selbst begeisterter Podcast Hörer und sieht in diesen eine Vielfalt an Informationsmöglichkeiten, die er nutzen möchte, um seiner Community und den Zuhörern seine Erfahrungen aus der (Zauber)Show-Welt mitzuteilen, damit sie diese für sich nutzen können. Eine Art Selbstreflexion, an dem auch er reifen möchte.
Am 5. Oktober 2016 erschien Episode 01 in der es um die grundsätzliche Frage geht: „Wie werde ich ein erfolgreicher Vorführer?! Und was bedeutet überhaupt erfolgreich?“ Da er besonders seine Zauber-Community ansprechen möchte beschloss er in dieser Episode, den Podcast umzubenennen. Künftig heißt der Podcast „Der Zauberer und Vorführer Podcast“. Die Podcasts sollen somit auch für Personen einfacher auffindbar sein, die hauptberuflich Zauberer werden wollen.
Trust produzierte insgesamt 14 Episoden von „Der Zauberer und Vorführer Podcast“. Die vorerst letzte Episode (Episode 14) wurde am 31. Juli 2017 veröffentlicht. Eine Fortsetzung sei in Planung.

### „Komische Gespräche“
„Komische Gespräche“ ist ein gemeinsam produzierter Podcast von Timothy Trust und Zauberer Kollegen sowie Freund Martin Sierp. Nachdem Trust durch seinen eigenen Podcast bereits Episoden produzierte, entstand die Idee, die ohnehin immer komischen und lustigen Gespräche der beiden festzuhalten und allen Interessierten zugänglich zu machen. Die erste Pilotfolge ging am 22. Februar 2019 online. Seit März 2020 veröffentlichen sie nun jeden Montag ihre etwa 40-minütige Sendung auf verschiedenen Plattformen.